# Yeo Hyo-Jin
Yeo Hyo-Jin (Seoel, 25 april 1983 – aldaar, 31 juli 2021) was een Zuid-Koreaans voetballer.

## Carrière
Yeo Hyo-Jin speelde tussen 2006 en 2011 voor FC Seoul, Gwangju Sangmu Phoenix en Tochigi SC. Hij tekende in 2012 bij Busan I'Park.
Hij overleed op 38-jarige leeftijd aan de gevolgen van kanker.